# Leïla Slimani
Leïla Slimani (in arabo ليلى السليماني‎?; Rabat, 3 ottobre 1981) è una scrittrice e giornalista francese d'origine marocchina.

## Biografia
La nonna materna di Leila Slimani è cresciuta in Alsazia dove nel 1944, durante la liberazione della Francia, ha conosciuto il futuro marito, un colonnello marocchino delle truppe coloniali francesi. Dopo la guerra si sposarono e si trasferirono in Marocco; la loro figlia Béatrice-Najat Dhobb-Slimani, madre di Leïla, sposò un economista marocchino di formazione francese, Othmar Slimani, dal quale ebbe tre figlie. Leïla è la secondogenita.  Nata a Rabat nel 1981, la scrittrice è dunque cresciuta in una famiglia francofona colta e ha frequentato scuole francesi. Si è trasferita a Parigi nel 1999,  dove ha studiato scienze politiche e si è specializzata in giornalismo all'ESCP Europe.
Nel 2008 ha sposato un banchiere parigino e nello stesso anno, dopo un tirocinio al settimanale L'Express, è entrata a far parte della redazione del periodico Jeune Afrique. Inviata in Tunisia per seguire la Primavera Araba è stata arrestata e poi rilasciata.
Lasciata la rivista nel 2012, ha deciso d'intraprendere la carriera di scrittrice ma il suo primo romanzo è stato rifiutato da vari editori. Nel 2013 ha seguito un workshop con Jean-Marie Laclavetine, romanziere ed editor per Gallimard, che l’ha apprezzata ed aiutata a migliorare lo stile di scrittura. Nel 2014 ha esordito pubblicando per Gallimard Dans le jardin de l'ogre (“Nel giardino dell’orco”), ben accolto dalla critica francese e premiato in Marocco con il Prix de La Mamounia 2015.
Con il romanzo Ninna nanna, incentrato sulla figura di una "tata" apparentemente perfetta e ispirato a un fatto di cronaca nera, ha vinto il Premio Goncourt nel 2016.
Nel 2017 ha ricevuto i premio “Out d’or” dell’associazione dei giornalisti LGBT per aver criticato la discriminazione degli omosessuali e la violazione del diritto delle donne al proprio corpo in Marocco.
Nel novembre 2017 è stata designata dal presidente Emmanuel Macron come sua rappresentante personale al Consiglio permanente nell’Organizzazione internazionale della francofonia.
Grazie alla sua ascendenza alsaziana, Leila Slimani posside la cittadinanza francese oltre a quella marocchina.
Nel 2019, è tra i 490 firmatari di una petizione in favore delle libertà sessuali in Marocco, insieme alla regista Sonia Terrab, alla sociologa Sanaa El Aji e all'ex ministra Hakima El Haite, iniziativa presa in seguito all'arresto della giornalista Hajar Raissouni.

## Opere principali

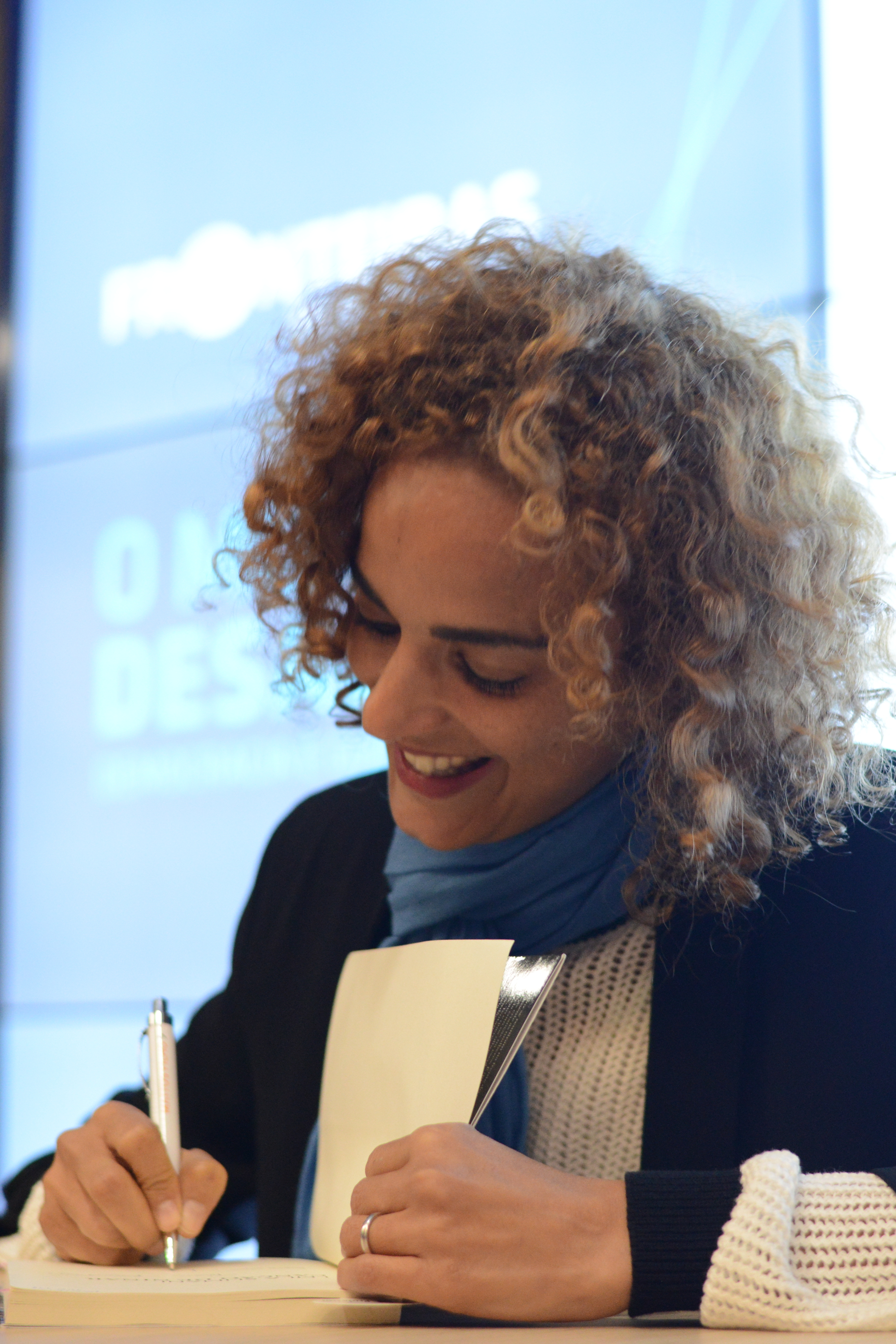
Slimani ad un firmacopie nel 2018

### Nel giardino dell’orco
Il romanzo narra la vicenda di una donna affetta da dipendenza sessuale che perde per questo motivo il controllo della propria vita. Slimani ha preso ispirazione per la trama dalle vicende di Dominique Strauss-Kahn.

### Ninna nanna
Il soggetto della narrazione è un duplice infanticidio compiuto dalla baby-sitter di famiglia, ed è ispirato alla vicenda reale dell'assassinio di Lucia e Leo Krim avvenuto a Manhattan nel 2012. Il romanzo inizia con la scena del delitto e ricostruisce la storia dei genitori, una coppia colta della media borghesia parigina, e della loro baby-sitter, una donna in grandi difficoltà economiche e psicologiche. Il libro, lodato dalla critica, ha venduto 76 000 copie nei primi tre mesi ed ha ottenuto il Premio Goncourt nel 2016. Nello stesso anno è stato il libro più letto in Francia con 450 000 copie, ed è stato tradotto in 18 lingue. In Italia è pubblicato da Rizzoli.

### I racconti del sesso e della menzogna
Leila Slimani ha lavorato per alcuni anni come inviata in Maghreb. Il suo libro Sexe et Mensonges: La Vie Sexuelle au Maroc ("I racconti del sesso e della menzogna") raccoglie le testimonianze di molte donne intervistate nel Paese.

## Opere

### Romanzi
- Nel giardino dell'orco (Dans le jardin de l'ogre) (2014), Milano, Rizzoli, 2016 traduzione di Elena Cappellini ISBN 978-88-17-08802-2.
- Ninna nanna (Chanson douce) (2016), Milano, Rizzoli, 2017 traduzione di Elena Cappellini ISBN 978-88-17-09364-4.
- Le diable est dans les détails (2016)
- Paroles d'honneur (2017)
- Le pays des autres (2020)

### Saggi
- La baie de Dakhla: itinérance enchantée entre mer et désert (2013)
- I racconti del sesso e della menzogna (Sexe et mensonges: La vie sexuelle au Maroc) (2017), Milano, Rizzoli, 2018 traduzione di Elena Cappellini ISBN 978-88-17-09957-8.